# Medvedji dol
Medvedji dol (nemško Bärental) je vas v Trški občini Bistrica v Rožu v Okraju Celovec-dežela na Koroškem v Avstriji.